# Horsa

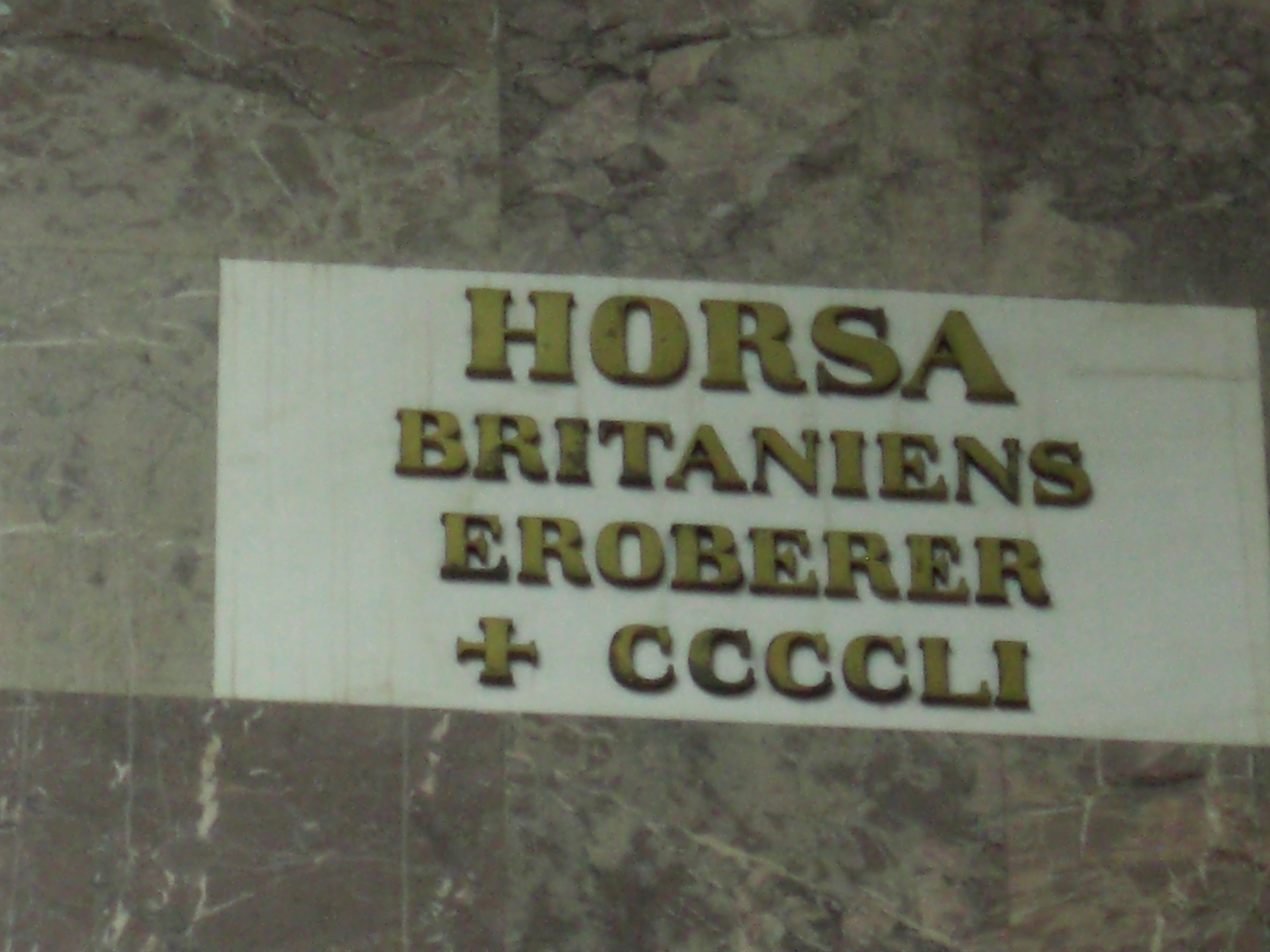
Gedenktafel für Horsa, Walhalla bei Regensburg

Horsa und sein Bruder Hengest (auch Hengist) sind legendäre Kriegerfürsten, die im 5. Jahrhundert nach dem Rückzug der Römer aus Britannien angeblich die Invasion der Angelsachsen anführten und ein Königreich auf der Insel errichtet haben sollen. Seine Historizität ist (wie die seines Bruders) jedoch sehr umstritten.

## Leben und Legende
Hengest und Horsa waren angeblich die Söhne eines sonst unbekannten Wihtgils. Sie sollen nach der späteren, nicht zeitgenössischen Überlieferung um das Jahr 447 von Vortigern als Söldner nach Britannien geholt worden sein, um mit ihren Männern gegen dessen Feinde, die Pikten, zu kämpfen. Als Sold erhielten sie Land bei Ypwinesfleot im Südosten des Landes, das spätere Königreich Kent. Später überwarfen sich die Brüder angeblich mit Vortigern und es kam 455 zu einer Schlacht bei Agælesþrep (Aylesford), in der Horsa fiel. Horsa soll im Osten Kents beigesetzt und ihm ein Monument zu seiner Erinnerung aufgestellt worden sein.
Kriegerzwillinge sind ein weit verbreitetes Thema in der Volkskunde, und da die frühesten Informationen über Horsas Existenz erst von Beda, 300 Jahre nach den Ereignissen, stammen, haben Gelehrte in jüngster Zeit verstärkt dafür plädiert, dass sowohl Horsa als auch Hengest ihre angebliche Existenz nur einem mythologischen Topos verdanken.
Insgesamt betrachtet (vor allem aufgrund bekannter topischer Berichte in frühmittelalterlichen Quellen, in denen sich ähnliche mythische Gründergeschichten finden) ist es wahrscheinlicher, dass es sich bei Hengest und Horsa um mythische Personen der späteren Überlieferung und nicht um historisch reale Persönlichkeiten gehandelt hat.

## Überlieferungsgeschichte
Die älteste Überlieferung der Ereignisse stammt von Gildas aus der Mitte des 6. Jahrhunderts. Horsas und Hengests Namen werden dort jedoch nicht genannt. Um 731 verfasste der im Allgemeinen recht zuverlässige Beda Venerabilis eine detailliertere Darstellung in der Historia ecclesiastica gentis Anglorum, doch es ist unklar, wie er zu den Informationen über Horsa und Hengest kam. Beda hielt sich für die Zeit der angelsächsischen Invasion an Gildas, der aber (wie gesagt) Horsa und Hengest nirgendwo erwähnt. In der Mitte des 9. Jahrhunderts fügte Nennius in seiner Historia Brittonum weitere phantasievolle Details hinzu, während die Angelsächsische Chronik am Ende des 9. Jahrhunderts die Ereignisse um Horsa in knapper sachlicher Form schildert.

## Rezeption

Wappen der Stadt Bünde

Die ostwestfälische Stadt Bünde zeigt in ihrem Stadtwappen zwei Ritter, die sich die Hände reichen. Der Sage nach handelt es sich dabei um Hengest und Horsa, die an dem Ort des heutigen Stadtgebietes einen Bund zur Eroberung Englands schlossen. So gibt es in Bünde heute auch den Hengistweg und die Horsastraße.
Auch der Straßenname Horsatal in Wenningstedt-Braderup auf der nordfriesischen Insel Sylt verweist auf Horsa. Laut Legende sollen im Jahr 449 die beiden Angeln bzw. Jüten Horsa und Hengest vom damaligen Hafen des alten Wenningstedt aus mit einem Heer nach Britannien aufgebrochen sein.
Der britische Lastensegler Airspeed AS 51 Horsa wurde 1940 nach ihm benannt. Gleiches gilt seit 1985 für die Horsa-Nunatakker auf der Alexander-I.-Insel in der Antarktis.
Eine Gedenktafel für ihn fand Aufnahme in die Walhalla bei Regensburg.
In der britischen Komödie Ist ja irre – Cäsar liebt Cleopatra (Originaltitel: Carry On Cleo) von 1964 sind die Freunde Hengist und Horsa unfreiwillige Helden, die gemeinsam gegen die Römer kämpfen.